# Hideaki Sena
Hideaki Sena (瀬名 秀明), (Shizuoka, 17 de enero de 1968) es farmacólogo graduado de la Universidad de Tohoku en Japón. Es más reconocido en Occidente por su novela Parasaito Ibu (パラサイト・イヴ, Eva Parasitaria, en español; Parasite Eve, en inglés) su novela más premiada. Aunque en la novela original se transcribió "Ibu" a partir del japonés イヴ; muchos medios escriben el nombre como Ivu para relacionarlo con el nombre Eva alrededor de la "v"."
La novela, del género de horror y ciencia ficción, fue escrita por Sena mientras era todavía estudiante de doctorado en la Universidad y fue publicada por la editorial Kadokawa Shoten en 1995 en Tokio. Dado el éxito de la novela, fue llevada a la pantalla grande en Japón (Masayuki Ochiai, 1997) con relativo éxito. Aún se puede ver en algún sistema de streaming por Internet. La película fue escrita por Ryôichi Kimizuka basándose en la novela. En marzo de 1998, la compañía Squaresoft estrenó en Japón el juego Parasite Eve para la consola PlayStation como una secuela de la novela.
Debido a que no existe una traducción oficial de la novela en español, existieron versiones piratas con traducciones de la misma en algunos foros.
Hoy en día, Sena da conferencias sobre microbiología y vive en Sendai, Japón.

## Otras obras
- Brain Valley (1997)
- Robot of Tomorrow (2002)
- Robot Opera (2004)
- Science in Wonderland (2006)
- Ensayos sobre robots (2008)
- Every Breath (2008)